# Mai Thi Nguyen-Kim
Mai Thi Nguyen-Kim (Heppenheim, Bergstraße, 7 de agosto de 1987) é uma química, escritora e YouTuber alemã, jornalista científica na ARD e ZDF. É desde junho de 2020 membro do senado da Sociedade Max Planck.

## Formação
Nguyen-Kim, cujos pais são naturais do Vietnã, cresceu em Hemsbach, onde frequentou o Bergstraßen-Gymnasium. Seu pai é químico e trabalhou na BASF. Ela tem um irmão mais velho que também estudou química. Depois de obter o Abitur estudou química na Universidade de Mainz de 2006 a 2012 e fez uma estadia de pesquisa no Instituto de Tecnologia de Massachusetts. Durante seus estudos foi bolsista da Studienstiftung des deutschen Volkes. A partir de 2012 trabalhou como estudante de doutorado na RWTH Aachen, passado um ano de pesquisas na Universidade Harvard e no Fraunhofer-Institut für Angewandte Polymerforschung, obtendo um doutorado em 2017 na Universidade de Potsdam com a tese Physikalische Hydrogele auf Polyurethan-Basis. Nguyen-Kim é casada com o químico Matthias Leiendecker desde 2017 e tem uma filha nascida em 2020.

## Comunicação científica

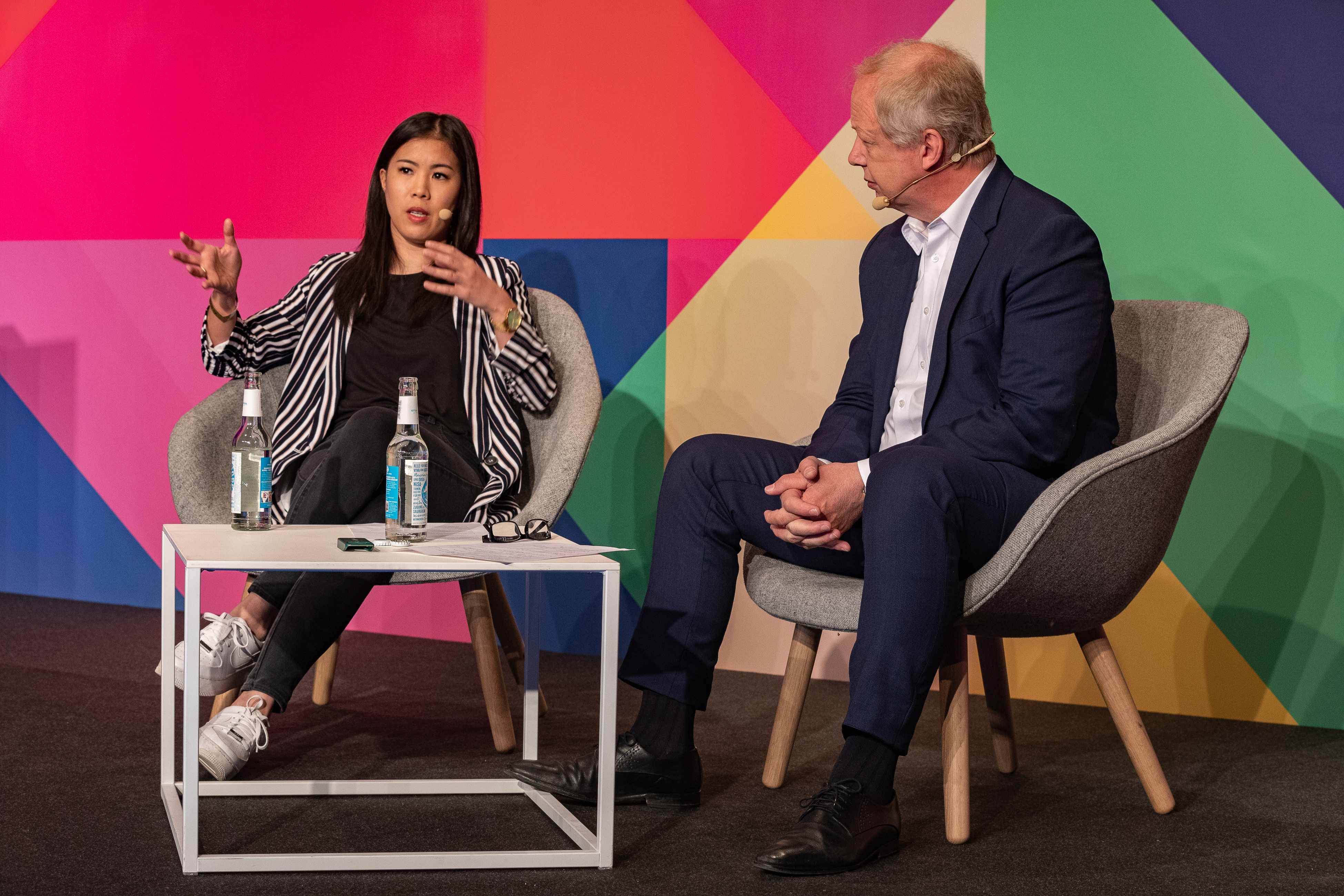
Nguyen-Kim com Tom Buhrow na Media Convention Berlin 2019

Em 2015 Nguyen-Kim criou o canal do YouTube The Secret Life of Scientists, para questionar estereótipos sobre cientistas (naturais) e nerds e transmitir tópicos científicos para um público jovem. Em outubro de 2016 iniciou seu canal no YouTube schönschlau, um serviço conjunto da ARD e ZDF para adolescentes e jovens adultos. Também moderou temporariamente o canal Auf Klo e vídeos educacionais para as disciplinas de química e matemática. Seu canal schönschlau foi renomeado para maiLab em 2018 e tinha no início de setembro de 2020 mais de 1,3 milhão de assinantes.

## Publicações
- Physikalische Hydrogele auf Polyurethan-Basis. Dissertation, Mathematisch-Naturwissenschaftliche Fakultät der Universität Potsdam, Potsdam 2017 (PDF; 8 MB).
- Komisch, alles chemisch! Handys, Kaffee, Emotionen – wie man mit Chemie wirklich alles erklären kann. Droemer Verlag, München 2019, ISBN 978-3-426-27767-6.
- Die kleinste gemeinsame Wirklichkeit. Wahr, falsch, plausibel? Die größten Streitfragen wissenschaftlich geprüft. Droemer Knaur, München 2021, ISBN 978-3-426-27822-2.

## Condecorações
- 2018: Prêmio Georg von Holtzbrinck de Jornalismo Científico[22]
- 2019: Hanns-Joachim-Friedrichs-Preis[23]
- 2020: Ordem do Mérito da República Federal da Alemanha[24]